# بلک‌شاو
بلک‌شاو (به انگلیسی: Blackshaw) یک روستا و محله مدنی در بریتانیا است که در کالدردیل واقع شده‌است. این شهر در سرشماری سال ۲۰۰۱ میلادی، جمعیتی در حدود ۹۳۵ نفر داشت که در سرشماری سال ۲۰۱۱ به ۹۹۲ نفر افزایش یافت.